# りそなリース
りそなリース株式会社（英: RESONA LEASING CO., LTD.）は、東京都千代田区に本社を置く、日本のリース会社。りそなホールディングスの連結子会社。

## 概要
1976年、埼玉銀行（現・りそな銀行）系の総合リース会社として設立。1992年、埼玉銀行が合併によりあさひ銀行に行名を変更したことに伴い、一時社名を「あさひ銀リース株式会社」とした。2004年に当時のUFJセントラルリース（現・三菱HCキャピタル）の連結子会社となり、同年に元の首都圏リース株式会社へ社名を戻した。
2024年1月に三菱HCキャピタルの株式譲渡によりりそなホールディングスの連結子会社となった。

## 沿革
- 1976年（昭和51年）4月 - 埼玉銀行（現・りそな銀行）系の総合リース会社として首都圏リース株式会社設立[1]。
- 1987年（昭和62年）8月 - 本社を東京都千代田区麹町へ移転[1]。
- 1992年（平成4年）9月 - 埼玉銀行が合併により行名をあさひ銀行へ変更、併せてあさひ銀リース株式会社へ社名変更[1]。
- 1994年（平成6年）11月 - 本社を東京都中央区日本橋小網町へ移転[1]。
- 2002年（平成14年）5月 - あさひ銀行の連結子会社となる[1][6]。
- 2004年（平成16年）
  - 2月 - 本社を東京都千代田区神田小川町に移転。りそなグループ会社並びにグループ外の株主が保有する当社株式の合計約75.4％をUFJセントラルリース（現・三菱HCキャピタル）に譲渡し、同社の連結子会社となる[1][7]。
  - 7月 - 首都圏リース株式会社へ社名変更[1]。
- 2012年（平成24年）4月 - 本社を東京都千代田区神田美土代町へ移転[1]。
- 2015年（平成27年）4月 - 100％子会社「首都圏アグリファーム株式会社」が営業開始[1]。
- 2015年（平成27年）7月 - 旧三菱UFJリース（現：三菱HCキャピタル）、ディー・エフ・エル・リースとの合弁により設立したDFL-Shutoken Leasing (Hong Kong) Company Limitedが営業開始[1]。
- 2018年（平成30年）7月 - 第三者割当増資を実施。資本金33億円となり、りそなホールディングスの持分法適用関連会社となる[1][8]。
- 2019年（平成31年）4月 - DFL-Shutoken Leasing (Hong Kong) Company Limitedが100%子会社となる[1]。
- 2023年（令和5年）11月 - ディー・エフ・エル・リースと共に三菱HCキャピタルが保有する全株式をりそなホールディングスに譲渡する契約を締結[3][4]。
- 2024年（令和6年）1月 - 三菱HCキャピタルによる全株式譲渡によりりそなホールディングスの連結子会社となる[1][5]。
- 2024年（令和6年）2月 - ディー・エフ・エル・リースと合併することについて合意、同年4月1日に合併しりそなリース株式会社に社名変更[9][10]。

## 参考
1. 1 2 3 4 5 6 7 8 9 10 11 12 13 14  “首都圏リース株式会社 | 会社概要”. www.shutoken-lease.co.jp.   首都圏リース. 2024年1月5日閲覧。
2. 1 2 3 4 5  “首都圏リース株式会社 第47期決算公告”. 官報決算データベース.  会社活動総合研究所 (2023年7月3日). 2023年7月3日閲覧。
3. 1 2  『連結子会社の異動(株式譲渡)に関するお知らせ』（PDF）（プレスリリース）三菱HCキャピタル、2023年11月8日。2023年11月8日閲覧。
4. 1 2  『ディー・エフ・エル・リース株式会社および首都圏リース株式会社の株式追加取得（連結子会社化）に関するお知らせ』（プレスリリース）りそなホールディングス、2023年11月8日。2023年11月8日閲覧。
5. 1 2  “首都圏リース株式会社 | お知らせ”. www.shutoken-lease.co.jp.   首都圏リース (2024年1月5日). 2024年1月5日閲覧。
6. ↑  『あさひ銀リース株式会社のリース業務強化と同社に対する債権放棄に関するお知らせ』（PDF）（プレスリリース）りそなホールディングス、2014年3月28日。2021年5月8日閲覧。
7. ↑  『リース子会社3社の株式譲渡及び業務提携契約の締結及び事務代行子会社5社の統合についてのお知らせ』（PDF）（プレスリリース）りそなホールディングス、2015年12月25日。2021年5月8日閲覧。
8. ↑  『リース会社に係る出資比率の引上げおよび持分法適用関連会社化に関するお知らせ』（プレスリリース）りそなホールディングス、2018年7月31日。2021年5月8日閲覧。
9. ↑  『首都圏リース株式会社、ディー・エフ・エル・リース株式会社の合併および「りそなリース株式会社」への商号変更について』（プレスリリース）りそなホールディングス、2024年2月19日。2024年2月19日閲覧。
10. ↑  「りそな、傘下リース2社を合併「りそなリース」に」『日本経済新聞』2024年2月19日。2024年2月19日閲覧。